# Eucyclotoma tricarinata
Eucyclotoma tricarinata é uma espécie de gastrópode do gênero Eucyclotoma, pertencente a família Raphitomidae.